# Sasagotunnel
De Sasagotunnel is een grote autotunnel in Japan met een lengte van 4,7 kilometer. De tunnel maakt onderdeel uit van de Chuo-autosnelweg (Centrale autosnelweg) en ligt 80 km ten westen van de Japanse hoofdstad Tokio in de prefectuur Yamanashi. De tunnel onder een bergketen tussen de plaatsen Sasago in het zuidoosten en Kaiyamato in het noordwesten werd geopend in 1977 en wordt momenteel beheerd door de Central Nippon Expressway Company.

## Instorting
Op 2 december 2012, rond 8.00 uur lokale tijd, stortte een deel van de tunnel in. Auto's werden onder het puin bedolven en er brak brand uit, negen mensen kwamen om.
Op 8 februari 2013 werd de tunnel heropend.

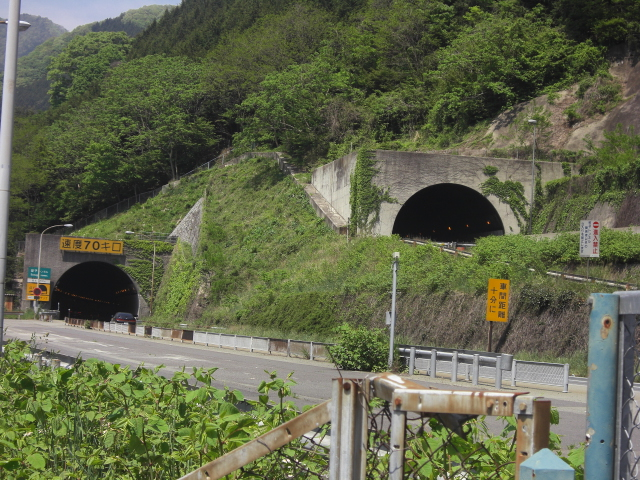
De Sasagotunnel